# Colobothea eximia
Colobothea eximia là một loài bọ cánh cứng trong họ Cerambycidae.